# Jamestown (Capo Occidentale)
Jamestown è un centro abitato sudafricano situato nella municipalità distrettuale di Cape Winelands nella provincia del Capo Occidentale.

## Geografia fisica
Il centro sorge a sud della città di Stellenbosch lungo la R44 a circa 40 chilometri a est di Città del Capo.